# 사쿠라이다니촌
사쿠라이다니촌(일본어: 桜井谷村)은 일본 오사카부 데시마군·도요노군에 설치되었던 촌이다. 현재의 도요나카시에 해당한다.